# Tunbergia
Tunbergia (Thunbergia Retz.) – rodzaj roślin z rodziny akantowatych (Acanthaceae). Należy do niego ok. 90 gatunków występujących w Afryce Południowej, południowej Azji i na Madagaskarze. Gatunkiem typowym jest Thunbergia capensis Retz.. Nazwę nadano dla uczczenia szwedzkiego botanika Carla Petera Thunberga.

## Morfologia
Głównie pnącza i krzewy o całobrzegich lub klapowanych liściach. Kwiaty trąbkowate, wyrastające w kątach liści. 

## Systematyka
SynonimyFlemingia Roxb. ex Rottler, Hexacentris Nees.
Pozycja systematyczna według APweb (aktualizowany system APG III z 2009)Należy do podrodziny Thunbergioideae Kosteletzky, rodziny akantowatych (Acanthaceae) Juss., która jest jednym z kladów w obrębie rzędu jasnotowców (Lamiales) Bromhead z grupy astrowych spośród roślin okrytonasiennych.
Pozycja w systemie Reveala (1993-1999)Gromada okrytonasienne (Magnoliophyta Cronquist), podgromada Magnoliophytina Frohne & U. Jensen ex Reveal, klasa Rosopsida Batsch, podklasa jasnotowe (Lamiidae Takht. ex Reveal), nadrząd jasnotopodobne (Lamianae Takht.), rząd jasnotowce (Lamiales Bromhead), podrząd Acanthineae Engl, rodzina akantowate (Acanthaceae Juss.)], podrodzina Thunbergioideae Kostel., plemię Thunbergieae Dumort., rodzaj tunbergia (Thunbergia Retz.).
Lista gatunków

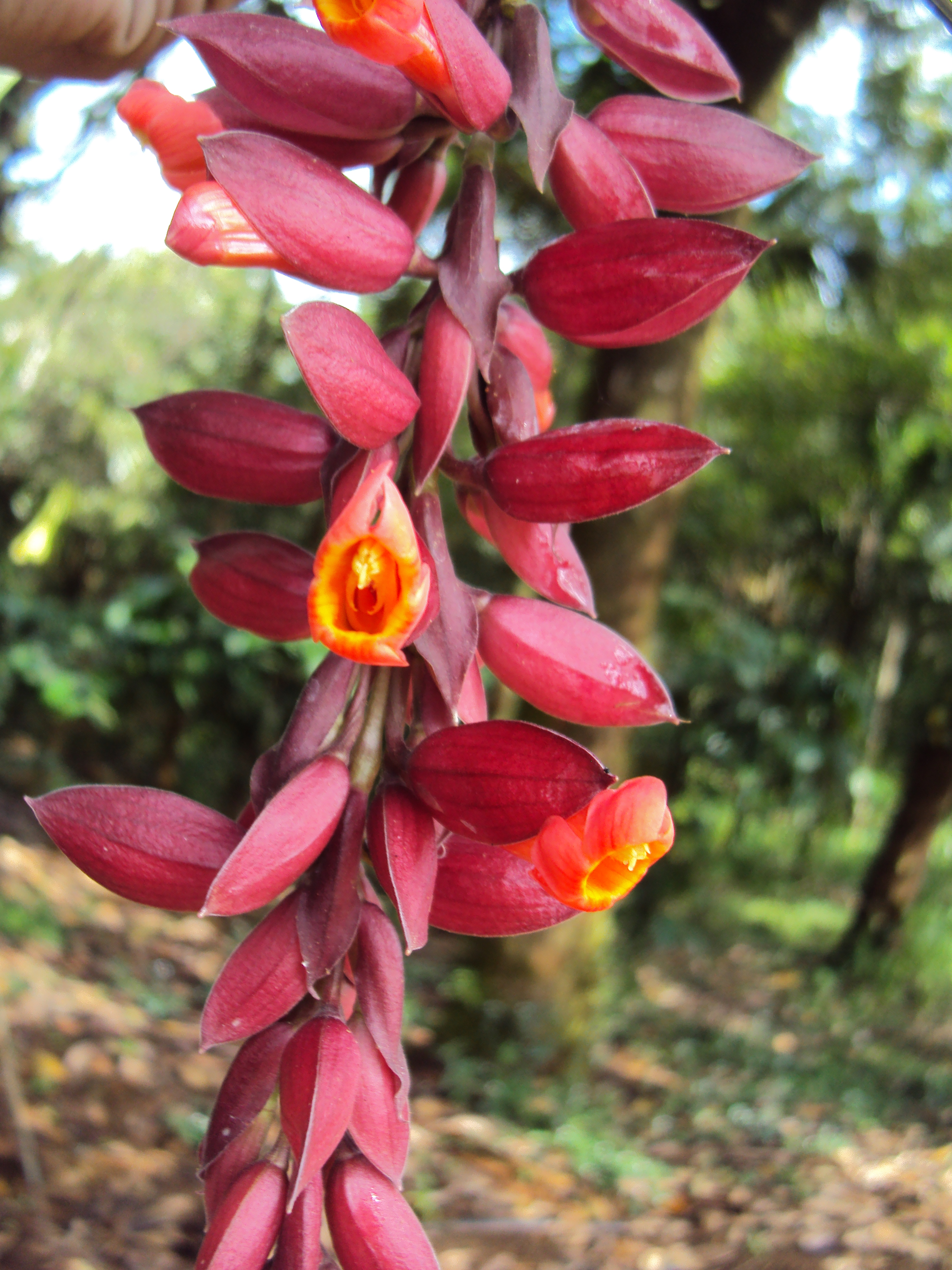
Thunbergia coccinea

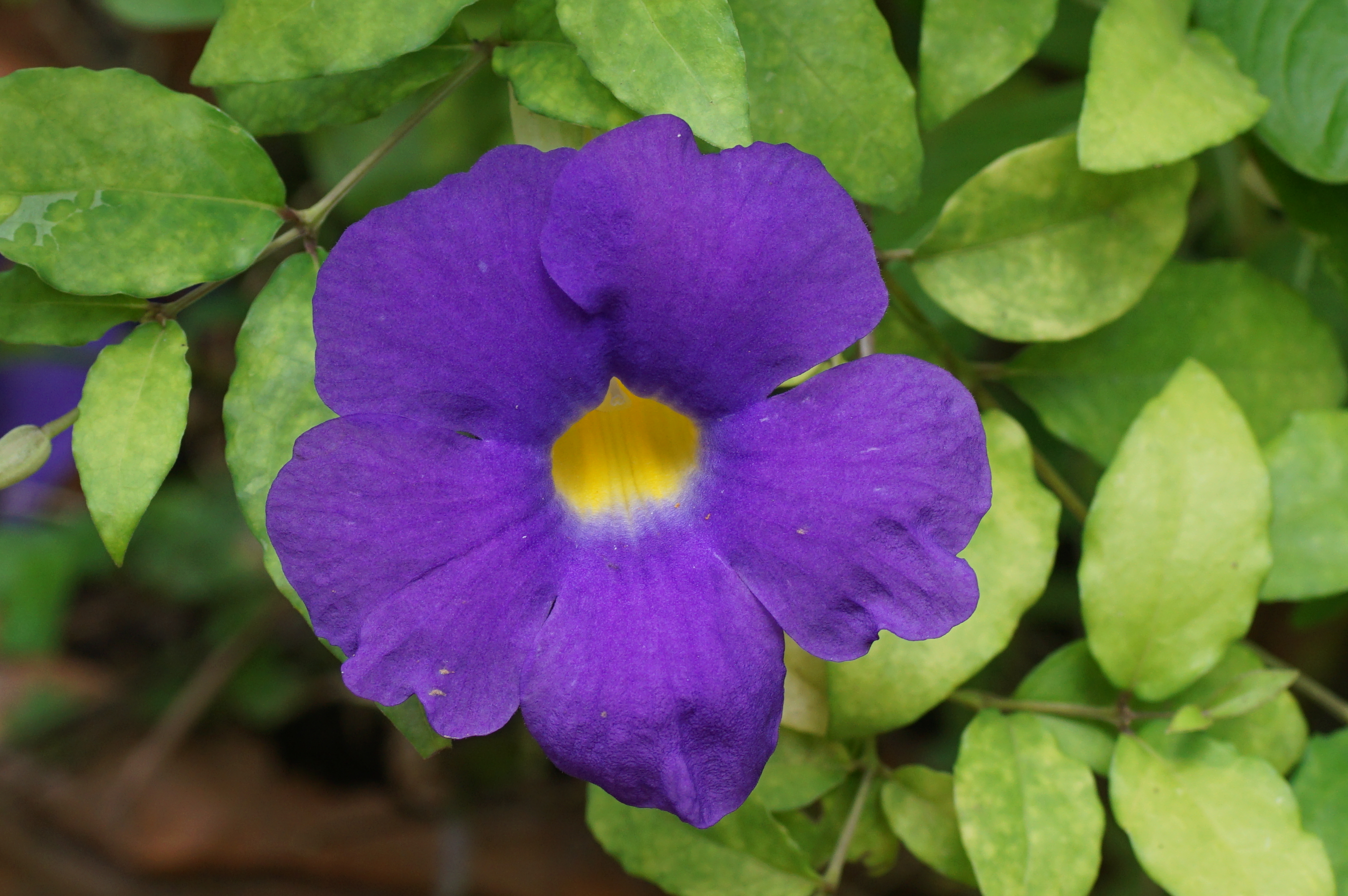
Thunbergia erecta

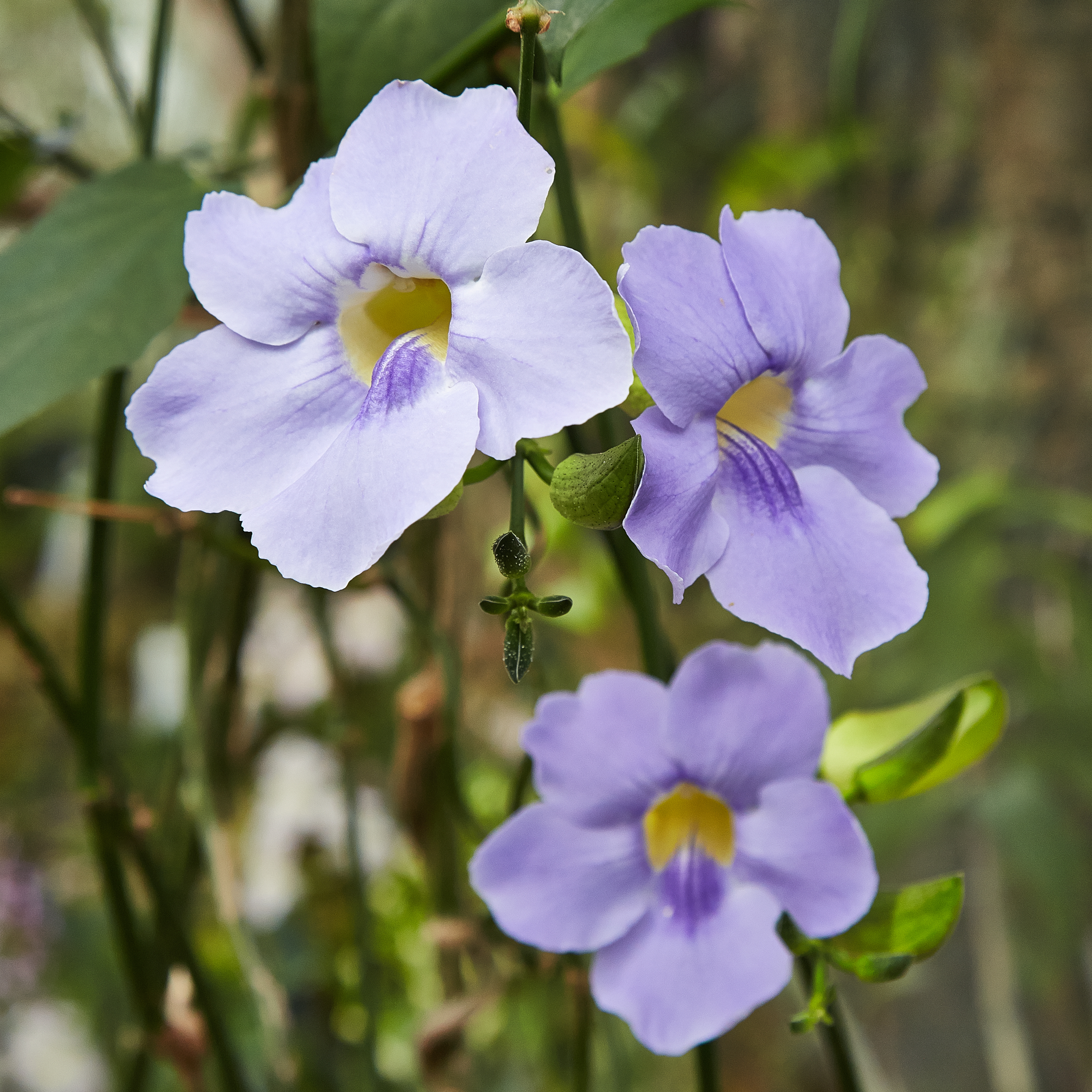
Tunbergia wielkokwiatowa

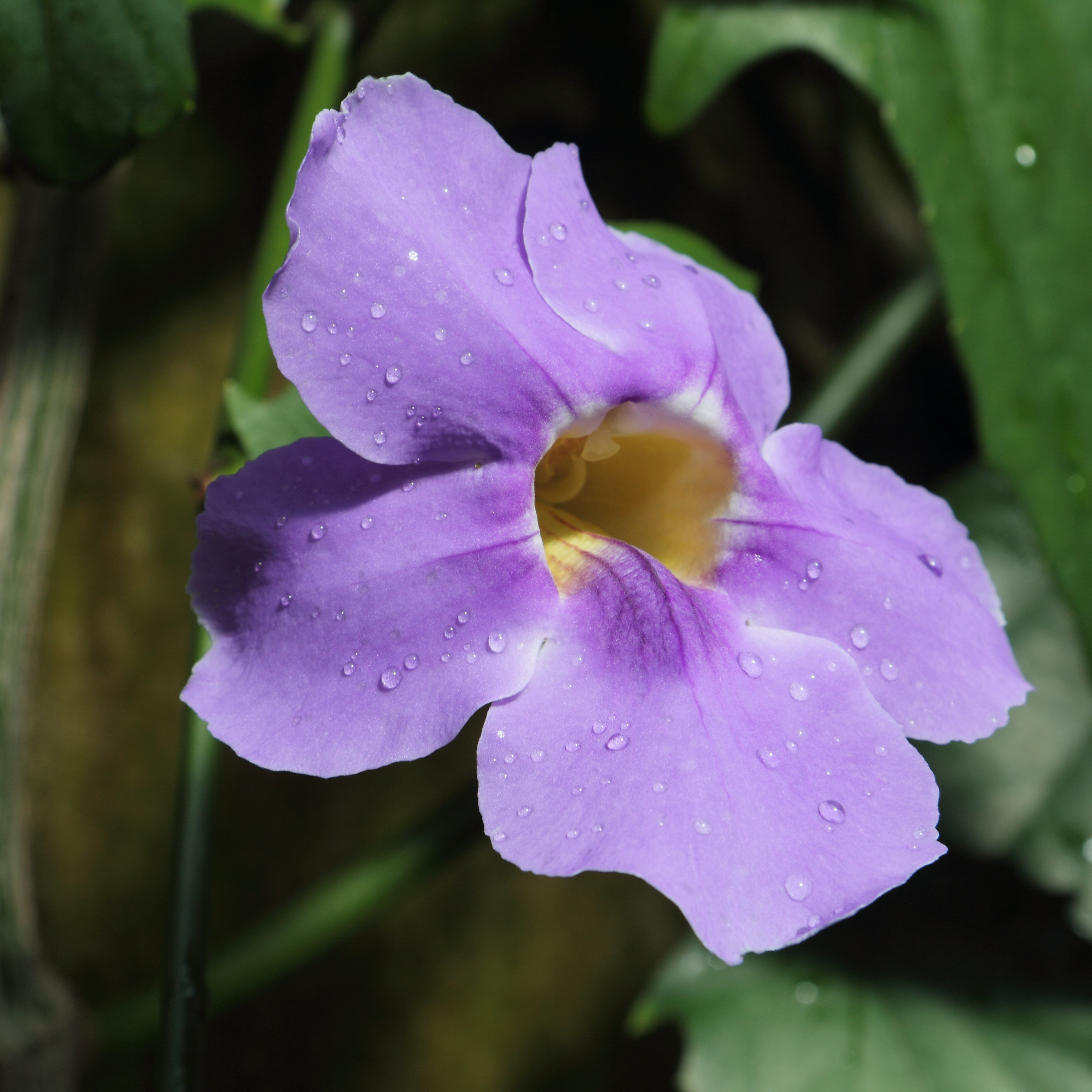
Thunbergia laurifolia

| - Thunbergia adenocalyx Radlk. - Thunbergia affinis S.Moore - Thunbergia alata Bojer ex Sims – tunbergia oskrzydlona - Thunbergia alba S. Moore - Thunbergia amoena C.B. Clarke - Thunbergia anatina Benoist - Thunbergia angolensis S.Moore - Thunbergia angulata Hils. & Bojer ex Hook. - Thunbergia annua Hochst. ex Nees - Thunbergia armipotens S.Moore - Thunbergia atacorensis Akoègn. & Lisowski - Thunbergia atriplicifolia E. Mey. ex Nees - Thunbergia aurea N.E. Br. - Thunbergia battiscombei Turrill - Thunbergia beniensis De Wild. - Thunbergia beninensioides De Wild. - Thunbergia bikimaensis De Wild. - Thunbergia bogoroensis De Wild. - Thunbergia brewerioides Schweinf. - Thunbergia capensis Retz. - Thunbergia cerinthoides Radlk. - Thunbergia chrysops Hook. - Thunbergia ciliata De Wild. - Thunbergia coccinea Wall. - Thunbergia convolvulifolia Baker - Thunbergia cordata Lindau - Thunbergia crispa Burkill - Thunbergia cuanzensis S.Moore - Thunbergia cyanea Nees - Thunbergia cycnium S.Moore - Thunbergia cynanchifolia Benth. - Thunbergia dasychlamys Bremek. - Thunbergia dregeana Nees - Thunbergia eberhardtii Benoist - Thunbergia erecta (Benth.) T.Anderson - Thunbergia fasciculata Lindau - Thunbergia fischeri Engl. - Thunbergia fragrans Roxb. - Thunbergia gentianoides Radlk. - Thunbergia gibsonii S. Moore - Thunbergia gossweileri S.Moore - Thunbergia gracilis Benoist - Thunbergia graminifolia De Wild. - Thunbergia grandiflora (Roxb. ex Rottl.) Roxb. – tunbergia wielkokwiatowa - Thunbergia gregorii S.Moore - Thunbergia guerkeana Lindau - Thunbergia hamata Lindau - Thunbergia heterochondros (Mildbr.) Vollesen - Thunbergia hockii De Wild. - Thunbergia holstii Lindau - Thunbergia hookeriana Lindau | - Thunbergia huillensis S.Moore - Thunbergia hyalina S.Moore - Thunbergia katentaniensis De Wild. - Thunbergia kirkiana T. Anderson - Thunbergia laborans Burkill - Thunbergia laevis Nees - Thunbergia lamellata Hiern - Thunbergia lancifolia T.Anderson - Thunbergia lathyroides Burkill - Thunbergia laurifolia Lindl. - Thunbergia leucorhiza Benoist - Thunbergia liebrechtsiana De Wild. & T.Durand - Thunbergia longepedunculata De Wild. - Thunbergia longifolia Lindau - Thunbergia longisepala Rendle - Thunbergia lutea T. Anderson - Thunbergia malangana Lindau - Thunbergia masisiensis De Wild. - Thunbergia mechowii Lindau - Thunbergia mellinocaulis Burkill - Thunbergia microchlamys S. Moore - Thunbergia mildbraediana Lebrun & Touss. - Thunbergia mollis Lindau - Thunbergia monroi S. Moore - Thunbergia mysorensis (Wight) T.Anderson – tunbergia mysorska - Thunbergia natalensis Hook. - Thunbergia neglecta Sond. - Thunbergia oblongifolia Oliv. - Thunbergia oubanguiensis Benoist - Thunbergia parvifolia Lindau - Thunbergia paulitschkeana Beck - Thunbergia petersiana Lindau - Thunbergia pondoensis Lindau - Thunbergia purpurata Harv. Ex C. B. Cl. - Thunbergia pynaertii De Wild. - Thunbergia recasa S.Moore - Thunbergia retefolia S.Moore - Thunbergia rufescens Lindau - Thunbergia schimbensis S. Moore - Thunbergia schweinfurthii S. Moore - Thunbergia sericea Burkill - Thunbergia sessilis Lindau - Thunbergia stellarioides Burkill - Thunbergia stelligera Lindau - Thunbergia stuhlmanniana Lindau - Thunbergia subalata Lindau - Thunbergia togoensis Lindau - Thunbergia usambarica Lindau - Thunbergia valida S. Moore - Thunbergia venosa C.B. Clarke - Thunbergia vogeliana Benth. |

## Zastosowanie
Niektóre gatunki są uprawiane jako rośliny ozdobne (w krajach o cieplejszym klimacie, strefy mrozoodporności 9-11).